# Clitopa rufiventris
Clitopa rufiventris är en skalbaggsart som beskrevs av Karl Henrik Boheman 1857. Clitopa rufiventris ingår i släktet Clitopa och familjen Melolonthidae. Inga underarter finns listade i Catalogue of Life.